# Балроа
Балроа (фр. Balleroy) насеље је и општина у северној Француској у региону Доња Нормандија, у департману Калвадос која припада префектури Баје.
По подацима из 2011. године у општини је живело 969 становника, а густина насељености је износила 229,08 становника/km². Општина се простире на површини од 4,23 km². Налази се на средњој надморској висини од 110 метара (максималној 131 m, а минималној 49 m).

## Демографија
| 1962. | 1968. | 1975. | 1982. | 1990. | 1999. | 2011. |
| ----- | ----- | ----- | ----- | ----- | ----- | ----- |
| 685   | 757   | 712   | 720   | 613   | 787   | 969   |

График промене броја становника у току последњих година